# Jezioro Głębokie (gmina Słońsk)
Jezioro Głębokie (niem. Glambeck See) – niewielkie jezioro w Kotlinie Gorzowskiej, w gminie Słońsk, około dwóch kilometrów na zachód od wsi Ownice.

## Charakterystyka
Jezioro położone jest wśród terenów leśnych, misa jeziora ma nieregularny kształt. Jezioro posiada niestrzeżoną plażę wykorzystywaną przez okolicznych mieszkańców, oraz jest zagospodarowane przez PZW.